# 弗拉维亚克
弗拉维亚克（法語：Flaviac，法語發音：[flavjak]）是法国阿尔代什省的一个市镇，属于普里瓦区。

## 地理
弗拉维亚克（44°44'51"N, 4°40'26"E）面积12.98 平方千米，位于法国奥弗涅-罗讷-阿尔卑斯大区阿尔代什省，该省份为法国东南部内陆省份，北起顺时针与卢瓦尔省、伊泽尔省、德龙省、沃克吕兹省、加尔省、洛泽尔省和上盧瓦爾省接壤。
与弗拉维亚克接壤的市镇（或旧市镇、城区）包括：绍梅拉克、库克斯、利亚斯、圣于连昂圣阿尔邦、圣樊尚德迪尔福。

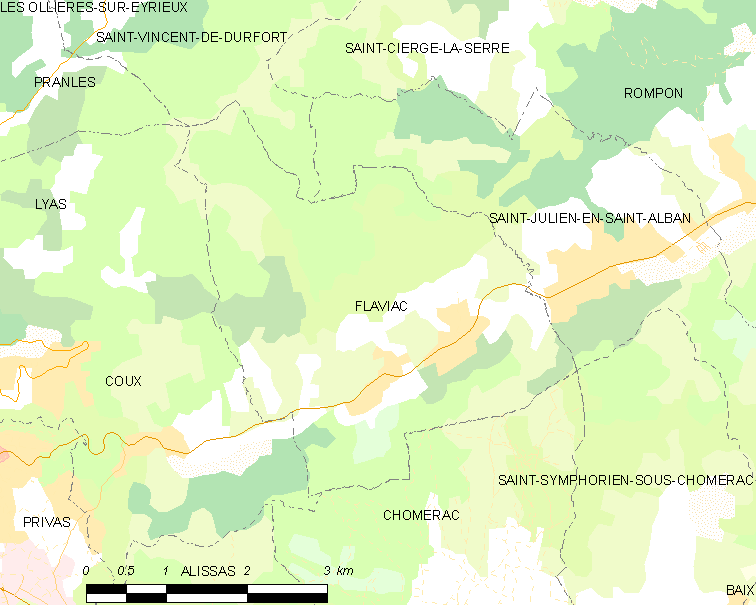
弗拉维亚克的OSM定位图

弗拉维亚克的时区为UTC+01:00、UTC+02:00（夏令时）。

## 行政
弗拉维亚克的邮政编码为07000，INSEE市镇编码为07090。

## 政治
弗拉维亚克所属的省级选区为普里瓦县。

## 人口

1962-2008年间弗拉维亚克人口变化图示

弗拉维亚克于2022年1月1日时的人口数量为1239人。